# Religion open-source
 (novembre 2023).
La mise en forme du texte ne suit pas les recommandations de Wikipédia : il faut le « wikifier ».
Les points d'amélioration suivants sont les cas les plus fréquents. Le détail des points à revoir est peut-être précisé sur la page de discussion.
- Les titres sont pré-formatés par le logiciel. Ils ne sont ni en capitales, ni en gras.
- Le texte ne doit pas être écrit en capitales (les noms de famille non plus), ni en gras, ni en italique, ni en « petit »…
- Le gras n'est utilisé que pour surligner le titre de l'article dans l'introduction, une seule fois.
- L'italique est rarement utilisé : mots en langue étrangère, titres d'œuvres, noms de bateaux, etc.
- Les citations ne sont pas en italique mais en corps de texte normal. Elles sont entourées par des guillemets français : « et ».
- Les listes à puces sont à éviter, des paragraphes rédigés étant largement préférés. Les tableaux sont à réserver à la présentation de données structurées (résultats, etc.).
- Les appels de note de bas de page (petits chiffres en exposant, introduits par l'outil «  Source ») sont à placer entre la fin de phrase et le point final[comme ça].
- Les liens internes (vers d'autres articles de Wikipédia) sont à choisir avec parcimonie. Créez des liens vers des articles approfondissant le sujet. Les termes génériques sans rapport avec le sujet sont à éviter, ainsi que les répétitions de liens vers un même terme.
- Les liens externes sont à placer uniquement dans une section « Liens externes », à la fin de l'article. Ces liens sont à choisir avec parcimonie suivant les règles définies. Si un lien sert de source à l'article, son insertion dans le texte est à faire par les notes de bas de page.
- La présentation des références doit suivre les conventions bibliographiques. Il est recommandé d'utiliser les modèles {{Ouvrage}}, {{Chapitre}}, {{Article}}, {{Lien web}} et/ou {{Bibliographie}}. Le mode d'édition visuel peut mettre en forme automatiquement les références.
- Insérer une infobox (cadre d'informations à droite) n'est pas obligatoire pour parachever la mise en page.

Pour une aide détaillée, merci de consulter Aide:Wikification.
Si vous pensez que ces points ont été résolus, vous pouvez retirer ce bandeau et améliorer la mise en forme d'un autre article.
Les religions open-source (open-source religions en anglais) s'inspirent des licences informatiques open-source appliquées à la conception et au partage des croyances religieuses. A l'inverse des religions traditionnelles qui utilisent des structures propriétaires, qui dépendent d'une autorité, qui sont hiérarchisées et résistantes au changement, les religions aux sources libres mettent l'accent sur le partage d'un bien culturel commun, la participation des membres, l'autodétermination, une gestion décentralisée et la possibilité d'évolution. Elles tentent d'appliquer les principes des logiciels libres à l'organisation de communautés religieuses. Ces religions développent leurs rituels et leurs systèmes de croyances de façon évolutive grâce au dialogue entre les participants. Les organisateurs et les membres se réclament du mouvement de la culture libre.

## Origine
En 1994, avec son essai, The Holy War : Mac vs. DOS, l'érudit et romancier Umberto Eco a popularisé l'utilisation de métaphores religieuses pour comparer la conception du système d'exploitation et l'expérience utilisateur. À la fin des années 1990, les termes anglais « open source religion » ont commencé à apparaître dans des magazines spécialisés américains par analogie avec le système d'exploitation open source Linux. L'idée était de mettre en évidence les différences philosophiques entre les partisans des logiciels open source et les autres,. En 2001, le psychanalyste Daniel Kriegman a commencé à décrire une religion qu'il a inventée appelée Ozacua (plus tard Yoism) comme « la première religion open-source »,. Le concept a ensuite été développé par le théoricien des médias, Douglas Rushkoff dans son livre, Nothing's Sacred: The Truth about Judaism (2003), où il a offert la description suivante comme introduction au judaïsme à source ouverte :
« Une religion open-source fonctionnerait de la même manière que le développement de logiciels open source : elle ne serait pas gardée secrète ni mystérieuse. Chacun contribuerait aux "codes" que nous utilisons pour comprendre notre place dans l'univers. Nous permettrions à cette religion d'évoluer sur la base de la participation active de ses membres... Une approche "open source" de la religion nous feraient en outre profiter des divers points de vue individuels des membres actifs ce qui nous permettraient de développer une vision plus juste du monde et de notre place en son sein ».

### Discordianisme, gauche d'auteur et logiciels open-source
Avant la création du terme open-source en 1998 ou même la naissance du mouvement du logiciel libre, le Principia Discordia, un texte religieux discordien écrit par Greg Hill et Kerry Wendell Thornley, incluait la clause de non-responsabilité suivante dans sa 4e édition (1970), « Ⓚ TOUS DROITS INVERSÉS – Réimprimez ce que vous aimez. » À l'été 1970, les implications de la clause de non-responsabilité étaient discutées dans d'autres publications clandestines.
« Les éditeurs ne sont pas susceptibles d'être intéressés par la publication du Principia en raison, au moins, de l'anti droit d'auteur qui s'applique à celui-ci. En effet, même si un éditeur parvenait à bien le vendre, n'importe quel autre éditeur pourrait l'imprimer à son tour sans avoir à demander la permission du premier. Par conséquent, la publication et la diffusion du manifeste ne peuvent se faire que spontanément, par le biais de la « clandestinité », au fur et à mesure que les cultures alternatives apprennent à répondre à leurs propres besoins et à fournir leurs propres services. Cette limitation anti commerciale du Principia n'est pas un hasard, elle permet d'ouvrir des possibilités dans d'autres domaines. Le Principia n'est pas simplement un manifeste, c'est une démonstration en soi ».
Au milieu des années 1970, porté par la contre-culture, le concept d'anti droit d'auteur influence toute une génération de Discordiens ainsi que des amateurs de la culture du hacking naissante. Le projet de création du langage informatique gratuit Tiny BASIC fut proposé par Bob Albrecht et Dennis Allison dans le magazine Dr. Dobb's Journal of Tiny BASIC Calisthenics &amp; Orthodontia. Les premières lignes du code source du Tiny Basic publiées en 1976 par Li-Chen Wang annonçaient sa libre distribution par la clause '(ↄ) COPYLEFT ALL WRONGS RESERVED'. Quelques années plus tard, en 1984-1985, le programmeur Don Hopkins envoya à Richard Stallman une lettre intitulée Copyleft - all rights reversed que l'on pourrait traduire en français par « Gauche d'auteur - tous droits inversés ». Stallman choisit cette expression pour qualifier sa méthode de distribution de logiciels gratuits, qui impliquait que l'auteur renonce aux droits habituels de copyright et publie son travail sous des licences très permissives.
Le Discordianisme et le « Kopyleft » entretiennent des relations étroites comme l'explique le Discordien Rev. Dr Jon Swabey dans son ouvrage Apocrypha Discordia. Il écrit :
« Le discordianisme et le concept de KopyLeft vont de pair. Bien qu'il ne s'agisse que d'une petite partie de la gestalt de la contre-culture, je pense que le Principia Discordia a probablement été l'une des premières expressions et un des plus fervents défenseur de cette idée, qui a vu depuis l'apparition du concept d'Open Source, avec des développements comme le Système d'exploitation Linux ».

## Concept d'open sourcedans les traditions religieuses établies
Pour les traditions établies dont les œuvres canoniques, les enregistrements de discours et les œuvres d'art inspirées résident dans le domaine public, le fait de garder ces œuvres ouvertes et disponibles face aux intérêts de propriété a inspiré plusieurs initiatives open sources. Le libre accès aux ressources et la réutilisation adaptative des matériaux partagés sous licence libre fournissent une structure par laquelle les communautés peuvent innover de nouveaux systèmes religieux en collaboration sous l'égide de la loi sur le droit d'auteur. Pour certains mouvements religieux, cependant, l'accès et l'alphabétisation du public, ainsi que le potentiel de réutilisation adaptative offrent également une opportunité d'innovation et de réforme au sein des traditions établies. Dans une interview d'Alan Jacobs pour le magazine The Atlantic sur la religion open-source, Aharon Varady (directeur fondateur de l'Open Siddur Project) a expliqué que « les cultures respirent la créativité comme nous respirons l'oxygène » arguant que l'open-source fournit une stratégie possible pour garder un tradition vivante tout en préservant les œuvres historiques comme non exclusives pendant une période de transition des médias analogiques aux médias numériques.

### Judaïsme open source

Logo du judaïsme open source

Bien qu'il s'agisse plutôt d'une œuvre de contre-culture juive radicale des années 1960 que d'une œuvre vraiment religieuse, le recueil de chansons satiriques (en)Listen to the Mocking Bird (Times Change Press, 1971) de Naphtali Kupferberg du groupe The Fugs contient la première mention explicite du copyleft dans une clause de non-responsabilité relative aux droits d'auteur. Des tentatives ultérieures de développer l'open source dans le judaïsme ont commencé à apparaître en 1988 avec le code du logiciel libre écrit pour calculer le calendrier hébraïque inclus dans Emacs. Après la popularisation du terme « open source » en 1998, des essais et des manifestes liant l'open source et le judaïsme ont commencé à apparaître en 2002 parmi des penseurs juifs familiers avec les tendances des nouveaux médias. En août 2002, Aharon Varady a proposé la création d'un « Open Siddur », un projet de contenu généré par les utilisateurs sous licence open source pour numériser des documents liturgiques et écrire le code nécessaire à la publication sur le web to print des Siddurim (livres de prières juives). Pendant ce temps, le théoricien des médias Douglas Rushkoff exprime ainsi sa compréhension de l’open source dans le judaïsme. « Le but du jeu, pour moi est de recontextualiser le judaïsme en tant que proposition entièrement open-source ».
Le terme « Judaïsme Open-Source » est apparu pour la première fois dans le livre de Douglas Rushkoff, Nothing Sacred : The Truth about Judaism (2003),. Rushkoff a utilisé le terme « Open Source » pour décrire un modèle d'organisation démocratique permettant de collaborer sur une source commune : la Bible hébraïque ainsi que sur d'autres œuvres essentielles du judaïsme rabbinique. Rushkoff affirme qu'on peut penser le judaïsme comme une religion open-source, qu'il conçoit comme « l'affirmation selon laquelle la religion n'est pas une vérité préexistante mais un projet en cours. Elle peut être divinement inspirée, mais c'est une création d'êtres humains travaillant ensemble. Une collaboration. » Pour lui, l’open source offrait la promesse de générer des changements grâce à une nouvelle culture de collaboration et un meilleur accès aux sources. « Quiconque veut pratiquer le judaïsme devrait avoir accès au judaïsme. Le judaïsme n'est pas seulement quelque chose que vous pratiquez, c'est quelque chose que vous incarnez. Vous devez apprendre le code pour le modifier ». La publication en 2003 du livre de Rushkoff Nothing Sacred : The Truth about Judaism, et un forum en ligne dédié au « Judaïsme Open Source » ont inspiré plusieurs projets de création d'applications Web pour générer des Haggadot sur mesure pour la Pâque juive. Cependant, le code de celles-ci n'a pas été partagé sous licence libre.
À partir du projet Open Siddur en 2009, les projets open-source du judaïsme ont commencé à partager publiquement leur code logiciel sous licences open source et leur contenu sous licences libres, conformément aux préconisations de la culture libre. Les objectifs explicites de ces projets ont également commencé à différer du « judaïsme open source » de Rushkoff. Plutôt que de chercher à réformer les pratiques ou doctrines religieuses, ces projets ont utilisé des licences libres pour permettre aux utilisateurs d'accéder et de créer leurs propres ressources à partir d'un stock commun de textes canoniques et de traductions. En 2012, les projets open source du judaïsme visaient principalement à faciliter le partage de ressources pour la transcription et la traduction d'œuvres existantes dans le domaine public, ainsi que l'adaptation et la diffusion d'œuvres partagées par les titulaires de droits d'auteur sous licences libres.

### Yoga open-source
À la suite des réclamations de certains instructeurs de yoga qui voulaient protéger des postures, la fondation Open Source Yoga Unity a été créée en 2003 pour revendiquer que les postures de yoga appartiennent au domaine public. L'organisation met en commun des ressources pour contrer légalement l'application d'un droit d'auteur qui pourrait s'appliquer sur certains style de yoga, garantissant ainsi : « sa pratique continue, naturelle et sans entrave, pour que tous puissent en profiter et se développer ». L'organisation explique que « bien que nous apprécions les enseignements des professeurs de yoga, nous ne pensons pas qu'ils aient le droit légal d'imposer un contrôle sur l'enseignement ou la pratique du yoga d'autrui ». Dans le litige d'Open Source Yoga Unity contre Bikram Choudhury (2005), l'organisation est parvenue à un règlement à l'amiable. Elle a évité un procès devant un tribunal fédéral qui aurait eu à déterminer la légalité du droit d'auteur sur la séquence de 26 postures et deux exercices de respiration que Bikram Choudhury voulait protéger.

### Wicca open source
Préoccupé par l'absence d'un texte source contenant de la documentation sur le mouvement religieux la Wicca dans la tradition de Gerald Gardner, le Dr Leo Ruickbie a auto-publié Open Source Wicca : The Gardnerian Tradition (2007) pour « vous redonner le contrôle de la spiritualité ». L'ouvrage, une collection de « documents fondateurs originaux de la Wicca » rédigés entre 1949 et 1961, a été publié sous forme numérique et imprimée sous une licence Creative Commons.

## Open-source chez les nouveaux mouvements religieux
Plusieurs projets visant à permettre à des communautés de formuler leurs propres systèmes de croyance s'inspirent d'idées issues du mouvement open source et s'identifient comme des mouvements religieux open-source. On trouve par exemple des communautés liées à la magie du chaos qui mettent l'accent sur l'utilisation pragmatique des systèmes de croyance et sur la création de pratiques nouvelles et peu orthodoxes - l'idée étant que toute connaissance acquise grâce à de telles innovations puisse être partagée ouvertement.

### Yoïsme

Yoïsme

Selon l'un de ses fondateurs, Daniel Kriegman, le Yoïsme (fondé en 1994) combine la recherche rationnelle, l'empirisme et la science dans une vision panthéiste à la manière de Spinoza ou d'Einstein,,. Inspiré par le système d'exploitation Linux, Kriegman décrit sa religion comme « open-source » et explique que, à l'instar des projets logiciels open-source, les membres du Yoïsme ne doivent leur allégeance à aucun leader et que leur respect de l'autorité se doit uniquement aux décisions consensuelles du groupe,,. Le Yoïsme a adopté la licence copyleft Creative Commons Attribution-ShareAlike pour le partage d'œuvres originales depuis mai 2015.

### Adoration de l'humain
Le mouvement religieux de l'Adoration de l'Humain, aussi appelé Religion Ouverte, est une « tradition éternelle de considérer l'Homme comme la valeur absolue et la plus élevée », « considérant Dieu comme la continuation de l'Homme vers l'infini à travers l'Âme ». Elle se décrit dans son livre sacré, partagé dans le domaine public, par la formule " Tous droits réservés pour Dieu. Les Saintes Écritures à âme libre de l'adoration de l'humain sont la parole de Dieu, patrimoine commun de l'humanité, publiée de manière anonyme et libre d'être copiée".
Le geste de bénédiction et le signe sacré de ce mouvement religieux est le cercle ou le zéro, avec l'humain au centre des coordonnées. Les fidèles humains s'inclinent devant chaque âme humaine, posant la main sur le cœur et se saluant par les mots « Croyez en vous ! ». Ils croient également que chaque être humain a la capacité d'être un prophète, que chaque action humaine est une prière et que toutes les conséquences observées sont une révélation de Dieu. Ils affirment que l'expérience pratique est à l'origine de la vraie foi et que les  sceptiques sont aussi saints que les prophètes.

### Dudéisme
Le dudéisme est une religion basée principalement sur le taoïsme et l'épicurisme, mais qui utilise le film The Big Lebowski comme principal véhicule liturgique. Il n’a pas de doctrine stricte et invite plutôt ses ministres et ses adeptes à participe à la détermination de ses principes. Son fondateur a souvent qualifié le dudéisme de « religion open-source »,.

## Lectures complémentaires
- « on the beginnings of Religion 2.0 and the "Religion of 'what is'" » [archive du 15 avril 2012], mai 2008 —.
- « on the relationship between human liberation and Internet-based open source innovations, with a specific reference to open source religions » [archive du 3 mars 2007], novembre 2004 —
- « Divine Inspiration From the Masses », Los Angeles Times,‎ 23 juillet 2006 (lire en ligne)